# Михайлов, Виктор Васильевич (тренер)
Виктор Васильевич Михайлов (18 декабря 1981) — молдавский футбольный тренер.
Работал главным тренером Академии футбола клуба «Шериф». В 2011 стал главным тренером клуба «Шериф-2». В январе 2014 года перешёл в штаб главного тренера «Шерифа» Вячеслава Руснака. В июне 2015 вернулся в Академию футбола «Шериф». В сезоне 2016/17 стал работать помощником главного тренера Брюно Ирлеса. В сентябре Ирлес покинул клуб, и Михайлов исполнял обязанности главного тренера в домашнем матче 9 тура 24 сентября со «Сперанцей» Ниспорены (2:0). 25 апреля 2018 вновь стал исполняющим обязанности главного тренера после ухода Роберто Бордина.